# Cal Jan (l'Estany)

Cal Jan, respecte del terme de l'Estany

Cal Jan és una masia del terme municipal de l'Estany, a la comarca catalana del Moianès.
Està situada a 948,8 metres d'altitud a la zona meridional del terme, prop del límit amb Moià. És a prop i al nord-est de Cal Costa, en el vessant de ponent del Serrat de l'Horabona i a llevant del Raval del Prat, del poble de l'Estany. És a prop i a migdia de la Font Pedrosa i de l'extrem meridional de la plana que antigament ocupava l'estany de l'Estany.
És un mas senzill i reformat, d'uns 204 metres quadrats de planta, construit el segle xviii. Consta d'un edifici principal de dos alçades i dos cossos annexos. L'edifici principal té un cobert de teula àrab amb dos aiguavessos, perpendiculars a la façana principal. La construcció principal és de pedra i argamassa o totxana en la part reformada. Un annex és de fet de fusta i l'altre de pedra.